# Liste der Monuments historiques in Ville-en-Woëvre
Die Liste der Monuments historiques in Ville-en-Woëvre führt die Monuments historiques in der französischen Gemeinde Ville-en-Woëvre auf.

## Liste der Immobilien
| Bezeichnung            | Beschreibung                             | Standort                    | Kennzeichnung | Schutzstatus | Datum | Bild |
| ---------------------- | ---------------------------------------- | --------------------------- | ------------- | ------------ | ----- | ---- |
| Château d’Hannoncelles | Schloss, 1506 am Platz einer Burg erbaut | südöstlich des Ortes (Lage) | PA00106677    | Classé       | 1992  |      |

## Liste der Objekte
| Bezeichnung                    | Beschreibung           | Standort                      | Kennzeichnung | Schutzstatus | Datum | Bild |
| ------------------------------ | ---------------------- | ----------------------------- | ------------- | ------------ | ----- | ---- |
| Grundstein der Kirche St-Vanne | Stein, bezeichnet 1790 | in der Kirche St-Vanne (Lage) | PM55002537    | Inscrit      | 1998  |      |